# Macrolinus punctipectus
Macrolinus punctipectus is een keversoort uit de familie Passalidae. De wetenschappelijke naam van de soort is voor het eerst geldig gepubliceerd in 1838 door Hincks.